# Zawiszyna (rejon łohojski)
Zawiszyna (biał. Завішына; ros. Завишино, Zawiszyno) – wieś na Białorusi, w obwodzie mińskim, w rejonie łohojskim, w sielsowiecie Krajsk, nad Dzwonką. W 2019 roku liczyła 199 mieszkańców.